# La Coupole (brasserie)
Pour les articles homonymes, voir Coupole (homonymie).
La Coupole est une brasserie parisienne située dans le quartier du Montparnasse, sur le boulevard du même nom, dans le 14e arrondissement, et qui est dans l'entre-deux-guerres un haut lieu du Tout-Paris.

## Rendez-vous des artistes
Ouverte le 20 décembre 1927 par Ernest Fraux et René Lafon sous un nom qui veut éclipser celui du café littéraire Le Dôme, un des autres établissements du boulevard du Montparnasse, La Coupole connaît un rapide succès. La date d'inauguration a été choisie, selon le bon mot du gastronome Curnonsky qui présidait la fête, parce que « le 20 [le vin] dissipe la tristesse »,. Cette ouverture en grande pompe, qui donne lieu à une fête mémorable, où les stocks immenses de champagne se révèlent insuffisants face à l'afflux des invités, peut être considérée comme l'apogée du rayonnement de Montparnasse.
Sur une artère où la concurrence entre brasseries est féroce, les gérants investissent lourdement et misent sur l'espace (malgré les difficultés architecturales que posent l'édification du bâtiment au-dessus du sous-sol truffé d'anciennes carrières souterraines), et le coût élevé d'une décoration Art déco somptueuse.
Le dancing de La Coupole, au sous-sol, ouvre le 24 décembre 1928 et est l'endroit où se produisent les musiciens. Le Rico's Créole Band de Filiberto Rico (1910-1976) était le principal orchestre de La Coupole, jouant des rumba, boléro, guaracha, samba et autre baião jusque dans les années 1960.
Parmi les premiers artistes et intellectuels à adopter le lieu, on peut citer Jean Cocteau (qui participe à la soirée d'inauguration), Foujita, Kisling, Giacometti, Zadkine, Joséphine Baker, Man Ray, Georges Braque ou Brassaï. Louis Aragon et Elsa Triolet s'y rencontrent en 1928. Dans les années 1930, les aficionados du lieu sont Picasso, Simone de Beauvoir et Jean-Paul Sartre, Sonia Delaunay, André Malraux, Jacques Prévert, Marc Chagall, Édith Piaf parmi tant d'autres. Dans les années 1940 et 1950, on peut y croiser Ernest Hemingway, Marlene Dietrich, ou encore Ava Gardner. Après la Seconde Guerre mondiale, Yves Klein y dîne pratiquement tous les soirs et y fait des séances de judo sur la terrasse (à cette époque le bâtiment ne comporte qu'un étage). Il est également professeur de judo à l'American Center.

## Piliers
Le patrimoine artistique du lieu est très important.

### Piliers décorés par 27 peintres (1927)
Les piliers et pilastres de La Coupole, en Lap, ont été décorés en 1927 par 27 peintres, fidèles de la bohème de Montparnasse. Ces peintres ont été choisis par un comité ou siégeaient une figure influente de l’Art déco, Charles Dufresne, le critique d’art Florent Fels et le poète et historien André Salmon. La légende veut qu’ils aient été payés en boisson, mais une facture retrouvée en 1993 révèle le prix global de leur intervention pour un montant de 23 000 francs. Dans ses carnets, Jeanne Rij-Rousseau mentionne une somme de 800 francs reçue pour la décoration du pilier no 12.
Parmi ces artistes se trouvent Alexandre Auffray, Isaac Grünewald, Louis Latapie, Jeanne Rij-Rousseau, David Seifert, Othon Friesz. Le portrait de la danseuse Joséphine Baker, entourée de plumes d’autruche, est dû à Victor Robiquet ; celui de l’écrivain Georges Duhamel, en train de jouer de la flûte, à Marie Vassilieff.

### Pilier de Ricardo Mosner (1985)
Dans les années 1980, une poignée de créateurs, défenseurs de la figuration libre, mouvement d’inspiration populaire, influencé par la bande dessinée, la musique punk, la vidéo, se réunissent chaque soir à La Coupole. Fédérateur de ce groupe, surnommé les « Piliers de La Coupole », le galeriste Pierre Maraval, qui tient la galerie Beau Lézard, organise entre eux un concours pour remplacer la peinture originale de l’un des piliers, endommagée par une infiltration d’eau. 25 peintres y participent, dont Robert Combas, Charles Cartwright, Hervé Di Rosa, Keith Haring, Ricardo Mosner. Les clients sont appelés à voter et l’œuvre de Ricardo Mosner emporte les suffrages.

### Pilier de Michel Bourbon (1988)
Un nouveau pilastre, le 33e pilier, a été ajouté en 1988 à la place de l’escalier qui menait à La Pergola. Il est peint par Michel Bourbon. Esquissant les figures du peintre Foujita, de Kiki, modèle de garçonne des années 1920, de l’écrivain Ernest Hemingway et de l’un des fondateurs des lieux, René Lafon, l’artiste revisite l’histoire de La Coupole. Il est également l’auteur de la sculpture en plâtre intitulée La Rencontre impossible entre le jour et la nuit qui surplombe le bar.

### Sculpture de Louis Derbré (1993)
Une œuvre du sculpteur Louis Derbré est située au centre du restaurant. Il s'agit de La Terre, sculpture en bronze créée dans la fonderie de l'artiste et inaugurée en 1993. À l'origine, elle pouvait tourner sur elle-même. Une autre version de l'œuvre se tourne place Ikebukuro à Tokyo au Japon, et une réplique en résine est installée à La Défense, place des Reflets. Une description de la sculpture au restaurant figure dans le roman d'apprentissage Footloose in France de John Adamson et Clive Jackson. Adamson décrit aussi sa rencontre avec le sculpteur lui-même à la galerie Genot lors de la création de versions à taille réduite de La Terre.

## La Coupolede nos jours
La brasserie a été rachetée par le groupe Flo en 1987 qui restaure l'endroit et rétablit sa réputation gastronomique. En 1995, Jean Paul Bucher a revendu le groupe Flo au financier belge Albert Frère. Le bâtiment, qui ne comptait qu'un étage à l'origine, est surmonté de bureaux, avec une façade de fenêtres en miroir qui tente de respecter le parti pris de modernisme.
En 2018, La Coupole est rachetée par le Groupe Bertrand.
La salle du rez-de-chaussée a été inscrite aux monuments historiques par un arrêté du 12 janvier 1988.

## Postérité
L'intrigue de la nouvelle Une nuit interminable de Pierre Boulle se déroule à La Coupole ; le nom du pays du futur, Pergolie, est une allusion au restaurant La Pergola, précédemment situé juste au-dessus de La Coupole.
La Coupole est une brasserie fréquentée par de nombreux touristes à la recherche de l'esprit décrit par Hemingway dans Paris est une fête. Dans le roman La Tête d'un homme de la série Commissaire Maigret, publié en 1931, La Coupole est au centre de l'enquête, et « Simenon s'est donné l'occasion de décrire synthétiquement […] ce milieu bigarré et cosmopolite de Montparnasse, qu'il a lui-même beaucoup fréquenté dans les années précédentes ». Joseph Losey y tourna des scènes de son film Monsieur Klein (1976), avec Alain Delon. Une scène du film La Boum y est tournée en 1980, et une autre pour La Boum 2 en 1982.

## Informations économiques
Cette section ne s'appuie pas, ou pas assez, sur des sources secondaires ou tertiaires indépendantes du sujet.

Pour l'améliorer, ajoutez-en, ou placez des modèles {{Source secondaire souhaitée}} ou {{Source secondaire nécessaire}} sur les passages mal sourcés. (mai 2021)
La Société d'exploitation du restaurant La Coupole a réalisé un chiffre d'affaires de 9 833 400 € en 2017. Le résultat est déficitaire de 2 440 300 €. L'effectif moyen annuel est de 129 salariés.